# Стивен Тейлор (Доктор Кто)
Стивен Тейлор (англ. Steven Taylor) — персонаж британского научно-фантастического сериала «Доктор Кто», сыгранный Питером Пёрвесом. Родом из XXIII века Стивен становится частью команды ТАРДИС и одним из спутников Первого Доктора, путешествуя с ним и другими спутниками сквозь пространство и время. В общей сложности он появился в десяти сериях «Доктора Кто», вышедших с 1965 по 1966 год, из них только три полностью сохранились в архивах BBC («Вмешивающийся во время», «Ковчег» и «Меткие стрелки»).

## Биография

### В телесериале
Впервые Доктор и его спутники встречают Стивена на планете Механус, где тот потерпел крушение за два года до событий серии «Погоня». После сожжения города, где его держали, далеками, астронавт укрылся в ТАРДИС и с тех пор путешествует с Доктором, заменив Барбару и Йена, которые вернулись в своё время. Стивен — очень решительный человек, обычно больше полагающийся на свои физические возможности, чем на интеллект. У него остро развито чувство справедливости, а любая жизнь для него одинаково ценна.
После событий серии «Генеральный план далеков», унёсших жизни Катарины и Сары Кингдом, он тяжело переживает их потерю, что особенно заметно в следующей же серии — «Резня» — где он, узнав о том, что вскоре будет убито множество людей, вспоминает смерти других спутников и требует у Доктора изменить историю. Они ссорятся и Стивен покидает ТАРДИС, но после возвращается и продолжает путешествие с Повелителем времени и новым спутником, Доротеей «Додо» Чаплет.
Тем не менее, Стивен Тейлор вскоре снова покидает Доктора, на этот раз окончательно — в финале серии «Дикари» он берет на себя ответственность за создание прочного мира между Дикарями и Старшими.
В сериале точно не указывается из какой эры происходит Стивен, но в серии «Генеральный план далеков», события которого происходят в 4000 году, астронавт упоминает, что он родился «через сотню лет» после вторжения далеков на Землю.

### Появление в других медиа
Стивен Тейлор появляется в трёх романах по «Доктору Кто» — «Империя стекла» (англ. The Empire of Glass, из цикла Virgin Missing Adventures), «Спасение» (англ. Salvation, из цикла Past Doctor Adventures) и «Солдаты бункера» (англ. Bunker Soldiers, также из цикла Past Doctor Adventures) — не считая новелизаций серий с его появлениями и многочисленных аудио-драм, включая «Пять спутников» (англ. The Five Companions), в которой он, наряду с другими, становится спутником Пятого Доктора. Кроме того, Стивен Тейлор является персонажем множества рассказов из циклов BBC Short Trips и Virgin Decalog.

## Кастинг
Питер Пёрвес первоначально прослушивался на роль гигантского насекомого для серии «Планета-сеть», но не прошёл отбор. Позднее его взяли на роль Мортона Дилла, одного из горцев, замеченных в серии «Погоня», а в финальном эпизоде той же серии Пёрвес уже появляется как пленный астронавт Стивен Тейлор. Чтобы скрыть связь между двумя своими персонажами, актёр отрастил себе «щетину». Его утвердили на роль нового спутника по рекомендации Уильяма Хартнелла и Марин О’Брайен (исполнителей роли Первого Доктора и Вики соответственно), которые узнали о том, что съёмочная группа подыскивает актёра на замену Жаклин Хилл и Уильяму Расселу, покидающим проект. Подбирая астронавту имя, создатели разделились между «Брук» и «Майкл», но в итоге остановились на «Стивен Тейлор».